# Трентон (округ Вашингтон, Вісконсин)
Трентон (англ. Trenton) — місто (англ. town) в США, в окрузі Вашингтон штату Вісконсин. Населення — 4525 осіб (2020).

## Демографія
Згідно з переписом 2010 року, у місті мешкали 4732 особи в 1721 домогосподарстві у складі 1405 родин. Було 1796 помешкань
Расовий склад населення:
| - 97,1 % — білих - 0,6 % — чорних або афроамериканців - 0,6 % — азіатів - 0,3 % — корінних американців |

До двох чи більше рас належало 1,2 %. Частка іспаномовних становила 1,4 % від усіх жителів.
За віковим діапазоном населення розподілялося таким чином: 23,9 % — особи молодші 18 років, 62,9 % — особи у віці 18—64 років, 13,2 % — особи у віці 65 років та старші. Медіана віку мешканця становила 44,0 року. На 100 осіб жіночої статі у місті припадало 108,0 чоловіків;  на 100 жінок у віці від 18 років та старших — 107,5 чоловіків також старших 18 років.
Середній дохід на одне домашнє господарство  становив 92 605 доларів США (медіана — 81 234), а середній дохід на одну сім'ю — 89 542 долари (медіана — 87 500). Медіана доходів становила 55 000 доларів для чоловіків та 38 100 доларів для жінок. За межею бідності перебувало 3,9 % осіб, у тому числі 8,6 % дітей у віці до 18 років та 5,5 % осіб у віці 65 років та старших.
Цивільне працевлаштоване населення становило 2865 осіб. Основні галузі зайнятості: виробництво — 28,8 %, освіта, охорона здоров'я та соціальна допомога — 17,0 %, роздрібна торгівля — 14,3 %.